# Шифр Бекона

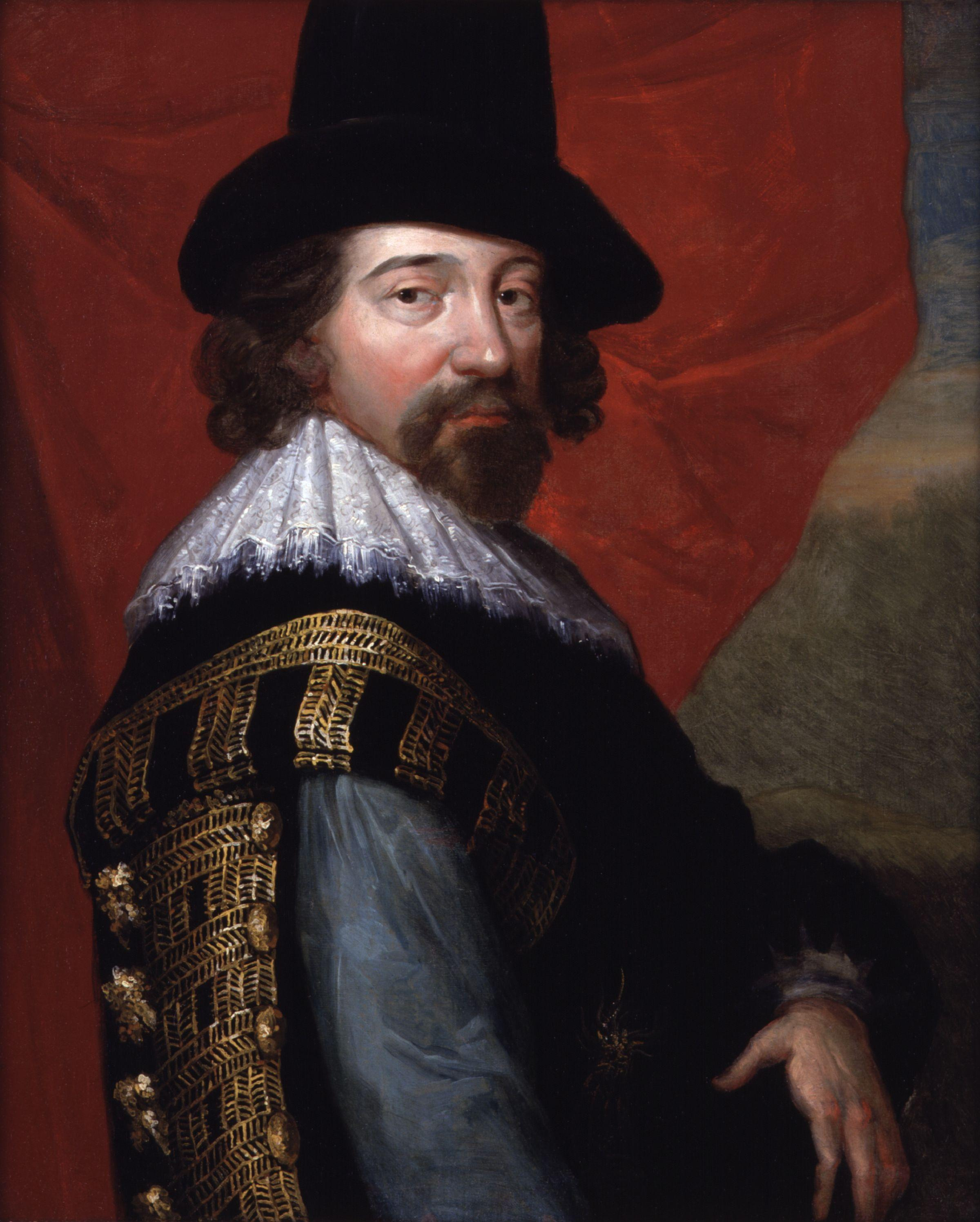
Сер Френсіс Бекон

Шифр Бекона (або «дволітерний шифр») — метод приховування секретного повідомлення, вигаданий Френсісом Беконом на початку XVII століття. Він розробляв шифри, які б дозволяли передавати секретні повідомлення в звичайних текстах так, щоб ніхто не знав про ці повідомлення. Шифр базується на двійковому кодуванні алфавіту символами «А» і «Б», яким можна зіставити «0» і «1». Потім секретне послання «ховається» у відкритому тексті, за допомогою одного із способів приховування повідомлень. Шифр Бекона пов'язаний з так званим Шекспірівським питанням. Існує безліч псевдонаукових теорій про авторство низки творів Вільяма Шекспіра. У тому числі, згідно з «беконіанською версією», автором п'єс Шекспіра був Френсіс Бекон.

## Основна ідея
Шифр вперше зустрічається в роботі Бекона: «Про примноження наук» (1605) і більш докладно описаний у творі «Про гідність і примноження наук» (1623). У своїх працях Ф. Бекон сформулював три вимоги, яким повинен задовольняти будь-який «хороший» шифр. Він повинен бути:
1. Нехитрим і нескладним в роботі.
2. Надійним і не піддаватися дешифруванню.
3. По можливості не викликати жодних підозр.

Шифр, що володіє третьою властивістю, є «таємним» — тобто про його існування ніхто не здогадується. Над створенням саме таких шифрів і трудився Ф. Бекон. У результаті він прийшов до приблизно такого способу шифрування:
- Береться секретне повідомлення.
- Вибирається метод кодування (тобто закон, за яким кожній букві алфавіту буде ставитися у відповідність певний набір символів) і зашифровується повідомлення.
- Вибирається спосіб приховування повідомлення (тобто правило, за яким символам зашифрованого повідомлення ставляться у відповідність інші літери або слова) і виходить кінцевий текст.

Для реалізації основного принципу стеганографії (тобто приховування факту існування секретного повідомлення) кінцевий текст повинен мати якийсь конкретний зміст, а не виглядати довільним набором символів. Створення такого «осмисленого» тексту є найбільш трудомістким завданням при кодуванні шифром Бекона

## Методи кодування
Для кодування повідомлень Френсіс Бекон запропонував кожну букву тексту замінювати на групу з п'яти символів «А» або «B» (оскільки послідовністю з п'яти двійкових символів можна закодувати 25 = 32 символів, що достатньо для шифрування 26 букв англійського алфавіту). Це можна зробити декількома способами:

### Алфавітний метод
У часи Френсіса Бекона англійський алфавіт складався з 24 букв: літери «I» і «J», а також «U» і «V» були попарно невідрізнимі і використовувалися одна замість іншої.
| a | AAAAA | g     | AABBA | n | ABBAA | t     | BAABA |
| b | AAAAB | h     | AABBB | o | ABBAB | u + v | BAABB |
| c | AAABA | i + j | ABAAA | p | ABBBA | w     | BABAA |
| d | AAABB | k     | ABAAB | q | ABBBB | x     | BABAB |
| e | AABAA | l     | ABABA | r | BAAAA | y     | BABBA |
| f | AABAB | m     | ABABB | s | BAAAB | z     | BABBB |

Варіант шифру Бекона, що використовує сучасний англійський алфавіт:
| a | AAAAA | g | AABBA | m | ABBAA | s | BAABA | y | BBAAA |
| b | AAAAB | h | AABBB | n | ABBAB | t | BAABB | z | BBAAB |
| c | AAABA | i | ABAAA | o | ABBBA | u | BABAA |   |       |
| d | AAABB | j | ABAAB | p | ABBBB | v | BABAB |   |       |
| e | AABAA | k | ABABA | q | BAAAA | w | BABBA |   |       |
| f | AABAB | l | ABABB | r | BAAAB | x | BABBB |   |       |

### Циклічні послідовності

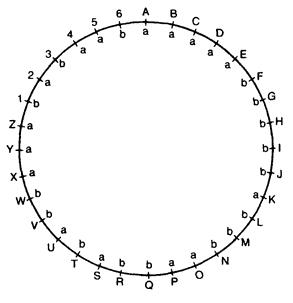
Приклад ланцюжка, що використовується для шифрування букв англійського алфавіту.

Крім складання алфавіту шифру, існує більш складний метод зіставлення букв і послідовностей з 5 символів «А» і «B». Нехай є ланцюжок з 32 символів, в ньому не існує повторюваних блоків по 5 елементів. Наприклад:
```
aaaaabbbbbabbbaabbababbaaababaab
```

Його можна розглядати як циклічний, з'єднавши початок з кінцем. Для наочності цей ланцюжок зображується у вигляді кільця символів. Навпроти кожного символу зображується буква англійського алфавіту. Для символів, які залишилися без букв, додаються цифри від 1 до 6. Тепер цей ланцюжок буде використовуватися як ключ для кодування букв англійського алфавіту. Кодуватися кожна буква буде ланцюжком з 5 символів починаючи з цієї букви (за або проти годинникової стрілки). Наприклад для букви «R» отримуємо ланцюжок: babab, для «К» — abbba і т. д.

## Способи приховування повідомлення
Існує безліч способів приховування секретного повідомлення у звичайному тексті. Ось деякі з них:

### Спосіб 1

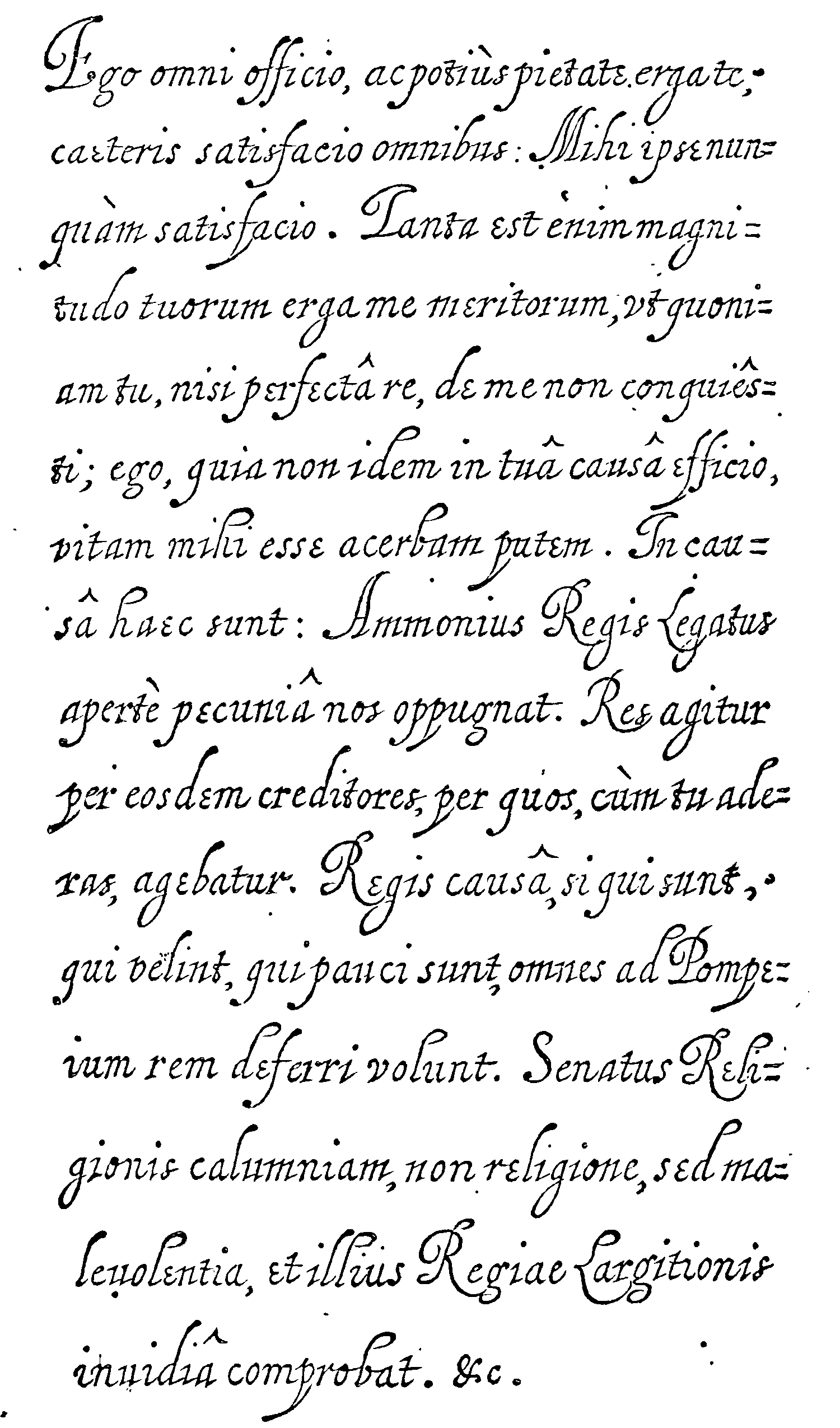
Уривок з листа Цицерона

Його запропонував сам Френсіс Бекон. Нехай у тексті використовуються два різних типографських шрифти: один для кодування символу «А», другий — для «B». У найпростішому випадку можна друкувати курсивні букви замість «А» і прямі замість «В». Наприклад прізвище:
```
B a c o n
B A A A B
```

буде відповідати букві «S».
Прикладом використання такого методу є уривок з листа Цицерона (56 р. до н. е.), наведений Беконом у своїх працях.
Відповідно до двох друкарських шрифтів, використаних в уривку, всі букви тексту листа замінюються символами «А» і «В». У результаті виходить зашифрований текст:
```
Все пропало. Міндар убитий. Їстівні припаси солдатів вичерпані.
Ми не можемо роздобути провізії і, отже, не можемо залишатися тут довше.
```

### Спосіб 2
Фраза:
```
Це ВільНа енцИклОпЕдія
```

текст розбивається по 5 букв, пробіли ігноруються
```
ЦеВіл ьНаен цИклО пЕдія
```

Великим літерам у тексті ставиться у відповідність символ «B», а малим — «A». Отримаємо повідомлення:
```
BABAA ABAAA ABAAB ABAAA
```

При використанні першого варіанту кодування алфавіту, отримаємо секретне повідомлення:
```
wiki
```

### Спосіб 3
Тепер правило таке: літери алфавіту з «А» по «М» відповідають «А», а літери з «N» по «Z» — символу «B». Секретне повідомлення шифрується так:
```
I set the chair right.
A BAB BAA AAAAB BAAAB
```

Послідовність символів розбивається на частини по 5:
```
ABABB AAAAA ABBAA AB
```

Останні 2 символи відкидаються, тоді за першим варіантом кодування алфавіту виходить секретне повідомлення:
```
man
```

Такий спосіб шифрування складніший, ніж другий, і зашифроване повідомлення не таке очевидне.

### Спосіб 4
Тепер розглянемо наступне правило: буквам, що стоять на непарних місцях в алфавіті (а, c, e, …) буде зіставлятися символ «А», на парних позиціях (b, d, f …) — «Б». При такому способі приховування тексту слово:
```
knife
ABABA
```

буде кодувати букву «К».

## Недоліки шифру
- Слабка крипостійкість — складна частина дешифрування полягає у визначенні способу приховування повідомлення. Як тільки він визначений, повідомлення легко розкладається за алфавітом.
- Довжина тексту для приховування в п'ять разів більша за довжину секретного повідомлення.
- Одночасно і перевагою і недоліком шифру Бекона є те, що в одному і тому ж шифротексті можна приховати кілька повідомлень. Для прикладу розглянемо таке повідомлення:

```
GkwRt ceUya porrE
```

Ключ — циклічна послідовність символів, наведена вище:
```
aaaaabbbbbabbbaabbababbaaababaab
```

Тобто Буква «А» кодується як ааааа, «Б» — aaaab, «С» — aaabb і т. д.
Тепер букви стоять на непарних місцях в алфавіті (а, c, e, …) позначають символ «А», а літери на парних місцях (b, d, f …) — «B» (Спосіб 4), виходить послідовність двійкових символів, яка в результаті розшифрування за допомогою обраного ключа перетвориться в секретне повідомлення:
```
aaabb ааааа Babba
C A T
```

Якщо ж буква з першої половини алфавіту позначає символ «А», а з другого «В» (Спосіб 3), виходить вираз, який при розшифруванні тим же ключем, що і в попередньому випадку, дає слово «DOG»:
```
aabbb aabba bbbba
D O G
```

А якщо великі букви позначають «А», а малі — «B» (Спосіб 2), то в результаті виходить секретне повідомлення «PIG»:
```
abbab bbabb bbbba
P І G
```

| Зашифроване повідомлення | Спосіб приховування повідомлення | Послідовність двійкових символів | Секретне повідомлення |
| ------------------------ | -------------------------------- | -------------------------------- | --------------------- |
| GkwRt ceUya porrE        | Спосіб 4                         | aaabb aaaaa babba                | C A T                 |
| GkwRt ceUya porrE        | Спосіб 3                         | aabbb aabba bbbba                | D O G                 |
| GkwRt ceUya porrE        | Спосіб 2                         | abbab bbabb bbbba                | P I G                 |

Цей приклад показує, що з одного тексту різними шляхами можна отримати різні повідомлення.

## Б́екон і Шекспір
Деякі дослідники(їх називають «Беконісти» або «Беконіанці») стверджують, що автором п'єс Вільяма Шекспіра є Сер Френсіс Бекон. Найбільш відомими представниками «беконіанської теорії» є: Ігнатіус Доннеллі, Елізабет Уеллс Геллап. На доказ своїх тверджень вони наводять, наприклад, такий факт:
- На надгробній плиті могили Вільяма Шекспіра можна зустріти двухшрифтовий друк, тобто той самий шифр, над яким працював Ф. Бекон:

```
Good Frend for Iesus SAKE forbeare
```

```
To diGG þE Dust Enclo-Ased He.RE.
```

```
Blese be THE Man þat spares TEs Stones
```

```
And curst be He þat moves my Bones.
```

Існує ряд дослідницьких робіт, присвячених пошуку зашифрованих повідомлень у творах В. Шекспіра (в тому числі за допомогою шифру Бекона). Серед них виділяються такі:

### «Велика криптограма» (1888)
Книгу «Велика криптограма» написав відомий у США політичний діяч і письменник XIX століття Ігнатіус Доннеллі. Він стверджував, що твори В. Шекспіра є «величезною стеганограмою», і шляхом її «криптоаналізу» можна знайти докази того, що автором п'єс є Френсіс Бекон. Також І. Доннеллі стверджував, що Ф. Бекон не зумів публічно зізнатися у своєму авторстві в силу ряду причин: високий соціальний стан, репутація філософа, політика і юриста і т. д. Але Доннеллі не сумнівався, що за допомогою стеганографії Бекон увіковічнив своє авторство в п'єсах.
І. Доннеллі намагався знайти «кореневі» числа, оперуючи якими, хотів виявити ключ до секретних повідомленнями в п'єсах В. Шекспіра. Виходячи з непрямих висновків, не пояснених на сторінках своєї книги, І. Доннеллі вибрав як «основні» числа: 505, 506, 513, 516, 523. Виконуючи різні математичні операції з цими числами (віднімання констант, множення на множники, віднімання кількості слів, написаних курсивом на даній сторінці тощо), він отримував число, яке нібито вказує на номер слова з зашифрованого тексту. При цьому автор не уточнював, чому саме такі математичні операції необхідно зробити для отримання шифротексту. Таким заплутаним шляхом І. Доннеллі видобув з творів Шекспіра такі фрази:
```
«Шекспір не написав жодного слова в цих п'єсах».
«Я, Ф. Бекон - Автор цих п'єс».
```

тощо
«Велику Криптограму» жорстко розкритикували і, попри солідний авторитет автора, вона провалилася у продажу. Житель штату Міннесота Джозеф Пайл написав свою власну книгу — «Крихітна Криптограма», спародіювавши не тільки назву, а й способи «криптоаналізу» книги І. Доннеллі. За допомогою них Пайл «розшифрував» в «Гамлеті» наступне секретне повідомлення:
```
«Доннеллі, письменник, політик і шарлатан, відкриє таємницю цієї п'єси».
```

Ще одне спростування робіт І. Доннеллі написав інший громадянин США — преподобний А. Ніколсон. Він використовував одне з «кореневих» чисел Доннеллі і навіть працював на тих же сторінках, що й автор «Великої Криптограми». У підсумку Ніколсон отримав таке:
```
«Пан Вільям Шекспір написав цю п'єсу і працював біля завіси».
```

Сам Доннеллі ніколи не переставав вірити у свої «криптографічні» відкриття і продовжував працювати над розкриттям шифрів. У 1899 році він опублікував книгу «Шифри в п'єсах і на надгробках», але успіху у читачів вона не мала.

### «Дволітерний шифр сера Френсіса Бекона, виявлений в його працях і розшифрований пані Елізабет Геллап» (1899)
Письменниця і директор середньої школи Елізабет Уелс Геллап (англ. Elizabeth Wells Gallup), яка закінчила Сорбонський і Маргбурский університети, була першою з беконіанців, хто вирішив для пошуку «секретних послань» в творах Вільяма Шекспіра використовувати дволітерний шифр, придуманий самим Беконом. Геллап шукала в п'єсах тексти написані різними друкарськими шрифтами і розкладала їх за алфавітом шифру Бекона. Наприклад, пролог до п'єси «Троїл і Кресида» майже цілком був набраний курсивом. У результаті своєї роботи Е. Геллап отримала такі зашифровані повідомлення:
```
«Королева Єлизавета - моя справжня мати, і я законний спадкоємець трону ...
```

```
... Знайдіть зашифровану повість, що міститься в моїх книгах. Вона розповідає про великі таємниці, кожна з яких, була б вона передана відкрито,  коштувала б мені життя. Ф. Бекон».
```

Згідно із знайденими Е. Геллап «секретним» повідомленнями, Бекон сховав рукописи п'єс у своєму лондонському замку. У 1907 році вона вирушила на пошуки рукописів, але позитивного результату вони не дали.

### «Дослідження шекспірівських шифрів» (1957)
Відомі американські криптографи Вільям Фрідман і його дружина Елізабет Фрідман, поставили перед собою завдання з'ясувати, чи був ким-небудь виявлений в творах Шекспіра «справжній шифр», розкриття якого дозволило б засумніватися в авторстві Шекспіра. Під словами «справжній шифр» Фрідмани розуміли:
- Початковий відкритий текст має сенс
- Результат розшифрування — єдиний у своєму роді (не повинен представляти один з декількох варіантів дешифрування)

У своїй книзі Фрідмани розглянули дослідження багатьох беконістів, серед них Орвіл Оуен, Волтер Аренсберг, Едвін Дернінг-Лоуренс та інші. Логічних міркувань, які б підтверджували беконіанську версію, Фрідмани не виявили. І навіть навпаки, безліч беконіанських доказів було поставлено під сумнів.